# 有馬すず
有馬 すず（ありま すず、1998年10月23日 - ）は、日本のAV女優。グランツ・プロ所属。

## 略歴
2019年4月にデビューしたロリ系のAV女優。キャッチコピーは“平成最後の変態ちゃん”。
同年9月14日に持病の悪化と療養を理由に引退を発表したが、11月9日に持病の手術が終わり活動復帰を報告。
2020年1月28日、ティーパワーズ退所。
2020年2月11日、グランツ・プロに移籍し、芸名を相田りんに改名。

## 人物
趣味はSEX・オナニー、特技はフルート、ヨガ。
小学4年の時に父親の部屋で見つけたビデオに録画された『ギルガメッシュないと』を見てドキドキしたのが性の目覚め。
『ギルガメ…』の次に見たのが裏ビデオで、股間を触るシーンを見てこれが気持ちいのではと思い自分でもしてみるが、気持ちいいとは思えなかった。その後、知識を得て昔したことがオナニーだったと知り、改めて中学生になってしてみたら気持ちよかったことから1日5回以上していた。また、学生時代は学校中の机の角を使ってオナニーをしていた。
初体験は14歳の頃で、相手は出会い系で知り合った21歳くらいの男。
『ギルガメ…』に出演していた飯島愛を見て芸能界に憧れ、好きなSEXが合法的にできて気持ちよくなれて自身の欲求も満たされることからAV女優になった。目標は「マルチポルノスター」としている。

## 出演作品

### アダルトDVD
2019年
- 平成最後の変態ちゃん 有馬すず 20歳 AVデビュー（4月25日、SODクリエイト）
- 痴女になることを強要された美少女ふたり 「いつもボクたちを散々イジメてるんだから、性的なイジメだってデキるハズですよねぇ(笑)」（5月9日、SODクリエイト）
- 露出願望に憑りつかれた美少女 見られる…と思うほどに、潤み始める秘所と、疼いて固くシコる女芯（6月13日、オーロラプロジェクト・アネックス）
- 恥じらいドしろーと娘 初めての無許可撮影SEX JD自宅連れ込み「個人撮影」 激シコ上玉4名（6月14日、赤面女子）
- あの頃、制服美少女と。（8月2日、ドリームチケット）
- 早熟おっぱいイクイク中出し女子校生（8月7日、unfinished）
- 羞恥! 彼氏連れ素人娘をマシンバイブでこっそり攻めまくれ! 17 素人VSマシンバイブ 激安居酒屋にマジックミラー特設スタジオを設置 真夏の泥酔潮吹き娘編（8月22日、サディスティックヴィレッジ）
- 【生姦バイト】 はじめてのお仕事で涙が出るほどイカされ受精しました。（9月19日、チキチキカマー）
- 彼女のお姉さんは、誘惑ヤリたがり娘。 22（9月20日、プレステージ）
- 美少女達が貴方だけに語りかけながら、ヌルヌルおま●こドアップでぬちゅぬちゅ指オナ とろとろ愛液泡立ちまくりの連続絶頂自撮りオナニー（10月25日、BAZOOKA）